# 桜井真紀
桜井 真紀（さくらい まき、1987年9月25日 -　）は、日本のシンガーソングライター、タレント、元グラビアアイドル。愛知県出身。フリーランス。
特技は、卓球、スケート。趣味は、カラオケ、ダンス、筋トレ。

## 来歴
スターブリッジプロモーションに2012年4月まで所属し、以降はフリーで活動している。
2015年6月5日のブログで、9月いっぱいでグラビアアイドルから引退することを発表した。その後Rano Rarakuに改名しシンガーソングライターに転身した。
2016年8月31日のブログで、結婚したことを発表した。

## 出演

### 舞台　お芝居
- それゆけ!遠山一家〜色の都霧に野良犬、2010年1月
- 創作集団Ａｌｅａ第３回プロデュース公演「蟋蟀」2010年6月
- Super Cool Beauty!〜美熱大戦、2010年12月
- 演劇ユニット Forget Me Not 企画公演vol.１「ハナレラレナイ」2011年5月
- 太。ちょい シーズン2「〜泥棒〜」7月15日、7月16日
- 演劇ユニットForget Me Not　本公演vol.2「コトハニホヘト」2011年10月
- ダイヤモンドの夜に会おう、2012年7月
- 太。ちょい season4「アバレアン☆ナイト」〜暴☆夜〜2012年4月
- 太。ちょいシーズン5「不思議の国の内蔵助」2012年8月

### ラジオ
- 桜井真紀のすべらないラジオ(エフエム浦安)2012年5月〜9月
- 桜井真紀の初心者ですけど、、、何か?（レインボータウンFM）2012年10月〜2013年3月31日

### DVD
1. 桜井真紀「80cmなのにGカップ」（メディアブランド、2009年12月18日）
2. Gカップの誘惑（ROOM18、2010年3月26日）
3. MUGEN 美的妄想シャングリラ（MUGEN、2010年6月25日）
4. MUGEN セカンドインパクト（MUGEN、2010年8月31日）
5. つるつるぷにぷにぱいぷるんぷるん（2010年11月23日）
6. 激・MAX！（2011年1月23日）
7. さくら絵巻（INTEC Inc - Lovey、2011年3月23日）
8. pg/桜井真紀（ターンテーブル、2011年5月25日、監督:神田アキラ）
9. G/桜井真紀（7月29日）
10. つるつるぷにぷにぱいぷるんぷるん2（2011年9月24日）
11. pg 桜井真紀2（ターンテーブル、2011年12月25日）
12. Ten-nyo（天女）/桜井真紀（type-R、2012年5月18日）

### WEB
2009年
- コスドキ
- 女子アナセクーシ放送局

2010年 
- 天使の遊び場
- 動く写真集　角川ザテレビジョン
- スコラ激セクシー　スコラマガジン社
- デカップ上品ギャル　デジタルクライス
- 彩文館コレクション　彩文館出版
- 直営!!グラビア本舗　ゴマブックス
- ぶんか社ムービーぶんか社
- LOVEPOP

2012年
- 東京艶女

### 雑誌
2009年 
- スコラ　スコラマガジン社

### イベント
2009年 
- SHIBUYA GIRLS EXPO　MC

## グループ活動
- アイドルユニットKNU23メンバー（2010年8月〜、1期生、クラスX所属）